# Galilejeva spirala
Galilejeva spirala ima v polarnem koordinatnem sistemu enačbo:
{\displaystyle r=a+b\theta ^{2}\!\,.} 
Enačba Galilejeve spirale se lahko posploši v obliko:
{\displaystyle r=a+b\theta ^{n}\!\,.}
Obratno Galilejevo spiralo pa se definira kot:
{\displaystyle r={\frac {b}{\theta ^{2}}}\!\,,}
kadar je a = 0.
Galilejeva spirala je znana že od 17. stoletja. Dobili so jo pri reševanju problema krivulje po kateri se giblje telo, ki pod vplivom težnosti pada z neko začetno hitrostjo proti površini Zemlje v bližini ekvatorja. Na telo pri tem vpliva vrtenje Zemlje.